# Atethmia rufescens
Atethmia rufescens là một loài bướm đêm trong họ Noctuidae.